# Élections législatives abkhazes de 2017
Les élections législatives abkhazes de 2017 se déroulent les 12 et 26 mars 2017 afin d'élire les 35 membres de l'Assemblée du peuple de l'Abkhazie. Il s'agit de la 6e législature depuis 1991.

## Système politique et électoral
L' Abkhazie est une république dont le territoire fait partie de la Géorgie et qui s'est autoproclamée indépendante en 1992. Seule la Russie, le Nicaragua, le Venezuela et Nauru reconnaissent cette indépendance. 
Son parlement monocaméral, l'Assemblée du peuple comporte 35 sièges dont les membres sont élus pour cinq ans au scrutin uninominal majoritaire à deux tours dans autant de circonscriptions.

## Résultats
Un total de 137 candidats se présentent, dont vingt-huit députés sortants. Seuls vingt-quatre des candidats appartiennent à un parti, et seuls huit sont des femmes.
Douze candidats sont élus le 12 mars, tandis que 22 autres se trouvent en ballottage pour le second tour prévu deux semaines plus tard. Enfin, une élection partielle a lieu le 14 mai pour le siège de la circonscription de Gudauta où le quorum de 25 % de participation n'a pas été atteint,.
Après le second tour, seuls huit des vingt-huit parlementaires candidats à leur réélection y parviennent. Trente des candidats élus sont des indépendants, trois sont des membres du parti pro gouvernemental du Forum pour l'Unité Nationale de l'Abkhazie (FUNA), et un autre est membre du parti Ainar, dans l'opposition.
| Partis                                     | Voix    | %   | Sièges |
| ------------------------------------------ | ------- | --- | ------ |
| Indépendants                               |         |     | 30     |
| Forum pour l'Unité Nationale de l'Abkhazie |         |     | 3      |
| Parti Ainar                                |         |     | 1      |
| Siège non pourvu                           |         |     | 1      |
|                                            |         |     |        |
| Votes blancs ou nuls                       |         |     | -      |
| TOTAL                                      |         | 100 | 35     |
| Inscrits / Participation                   | 131 523 |     | -      |

## Réactions internationales
La Géorgie déclare considérer ces élections illégales au vu du droit international, son ministre des affaires étrangères condamnant le vote comme "une nouvelle tentative de légitimer le nettoyage ethnique, l'intervention militaire et l'occupation du territoire Géorgien résultant de l’agression russe"